# Rok pod względem oświaty, przemysłu i wypadków czasowych
Rok pod względem oświaty, przemysłu i wypadków czasowych – miesięcznik (początkowo dwumiesięcznik) popularnonaukowy, ukazujący się w Poznaniu w latach 1843–1846.
Czasopismo było organem obozu demokratycznego, założycielami tytułu byli Jędrzej Moraczewski i Karol Libelt (ten pierwszy został jego redaktorem naczelnym), a wydawcą Napoleon Kamieński. Na łamach pisma publikowano teksty literackie, polityczne, społeczne, ekonomiczne, przyrodnicze, a także rozprawy filozoficzne, a miejsce udostępniano zarówno radykałom społecznym (np. Edward Dembowski), jak i osobom o poglądach konserwatywnych (np. August Cieszkowski). W Roku... ukazała się pierwsza w dziejach piśmiennictwa polskiego recenzja tekstu marksistowskiego (anonimowy redaktor recenzował O położeniu klasy robotniczej w Anglii pióra Fryderyka Engelsa). Karol Libelt opublikował tu swoje rozprawy O miłości ojczyzny i O odwadze cywilnej. Publikowali tu też Seweryn Goszczyński, Bronisław Ferdynand Trentowski, Wojciech Cybulski i Jan Rymarkiewicz. Czasopismo upadło w 1846, po fali aresztowań, która spadła na polskich działaczy konspiracyjnych (powstanie wielkopolskie (1846)).